# Johnno Cotterill
John "Johnno" Cotterill (Sutherland, 27 de outubro de 1987) é um jogador de polo aquático australiano.

## Carreira
Cotterill disputou duas edições de Jogos Olímpicos pela Austrália: 2012 e 2016. Seu melhor resultado foi o sétimo lugar nos Jogos de Londres.